# Мойта-ду-Норте
Мойта-ду-Норте (порт. Moita do Norte)  —  населённый пункт и район в Португалии,  входит в округ Сантарен. Является составной частью муниципалитета  Вила-Нова-да-Баркинья. По старому административному делению входил в провинцию Рибатежу. Входит в экономико-статистический  субрегион Медиу-Тежу, который входит в Центральный регион. Население составляет 2067 человек на 2001 год. Занимает площадь 7,13 км².